# Potkonje
Potkonje falu Horvátországban Šibenik-Knin megyében. Közigazgatásilag Kninhez tartozik.

## Fekvése
Knintől 3 km-re délre, Dalmácia északi-középső részén, a Krka bal partja feletti fennsíkon fekszik.

## Története
A moreai háború során 1688-ban szabadult fel a török uralom alól. A velencei hatóságok az igazgatásuk alá visszakerült területet krajinákra azaz kerületekre osztották. Ezen belül a kisebb igazgatási egységeket a kapitányok irányították. Potkonje a knini kerületen belül a szomszédos Vrbnikkel és Ljubač-csal tartozott közös kapitány irányítása alá. A velencei uralom 1797-ig tartott, de a két másik településsel a közösség továbbra is megmaradt. A három falunak közös temploma (a vrbniki Szent Miklós templom) és iskolája is volt. Miután a francia seregek felszámolták a Velencei Köztársaságot osztrák csapatok szállták meg. 1809-ben a Francia Császárság Illír Tartományának része lett. 1815-ben a bécsi kongresszus újra Ausztriának adta, amely a Dalmát Királyság részeként Zárából igazgatta 1918-ig. A településnek 1857-ben 118, 1910-ben 181 lakosa volt. Az első világháború után előbb a Szerb-Horvát-Szlovén Királyság, majd Jugoszlávia része lett. 1991-ben lakosságának 78 százaléka horvát, 16 százaléka szerb nemzetiségű volt. Szerb lakói még ez évben csatlakoztak a Krajinai Szerb Köztársasághoz. A horvát hadsereg 1995 augusztusában a Vihar hadművelet során foglalta vissza a települést. Szerb lakói nagyrészt elmenekültek. A településnek 2011-ben 110 lakosa volt.

## Lakosság
| Lakosság változása | Lakosság változása | Lakosság változása | Lakosság változása | Lakosság változása | Lakosság változása | Lakosság változása | Lakosság változása | Lakosság változása | Lakosság változása | Lakosság változása | Lakosság változása | Lakosság változása | Lakosság változása | Lakosság változása | Lakosság változása |
| ------------------ | ------------------ | ------------------ | ------------------ | ------------------ | ------------------ | ------------------ | ------------------ | ------------------ | ------------------ | ------------------ | ------------------ | ------------------ | ------------------ | ------------------ | ------------------ |
| 1857               | 1869               | 1880               | 1890               | 1900               | 1910               | 1921               | 1931               | 1948               | 1953               | 1961               | 1971               | 1981               | 1991               | 2001               | 2011               |
| 118                | 0                  | 106                | 99                 | 137                | 181                | 0                  | 0                  | 276                | 272                | 276                | 260                | 220                | 198                | 85                 | 110                |